# Plummer (Idaho)
Plummer es una ciudad ubicada en el condado de Benewah en el estado estadounidense de Idaho. En el Censo de 2010 tenía una población de 1044 habitantes y una densidad poblacional de 321,44 personas por km².

## Geografía
Plummer se encuentra ubicada en las coordenadas 47°19′47″N 116°53′6″O / 47.32972, -116.88500. Según la Oficina del Censo de los Estados Unidos, Plummer tiene una superficie total de 3.25 km², de la cual 3.25 km² corresponden a tierra firme y (0%) 0 km² es agua.

## Demografía
Según el censo de 2010, había 1044 personas residiendo en Plummer. La densidad de población era de 321,44 hab./km². De los 1044 habitantes, Plummer estaba compuesto por el 45.69% blancos, el 1.05% eran afroamericanos, el 42.72% eran amerindios, el 0% eran asiáticos, el 0.1% eran isleños del Pacífico, el 0.67% eran de otras razas y el 9.77% pertenecían a dos o más razas. Del total de la población el 8.05% eran hispanos o latinos de cualquier raza.